# Урля (річка)
Урля (рос. Урля) — річка в Україні, у Звягельському районі Житомирської області. Ліва притока Случі, (басейн Прип'яті).

## Опис
Довжина річки 11 км, площа басейну водозбору 34,2 км², найкоротша відстань між витоком і гирлом — 10,12 км, коефіцієнт звивистості річки — 1,09. Річка формується 3 притоками та загатами.

## Розташування
Бере початок на північно-західній околиці селища Баранівки. Тече переважно на північний схід через Вірлю (колишнє Урля) і на південно-східній стороні від села Острожок впадає у річку Случ, праву притоку Горині.
Населені пункти вздовж берегової смуги: Климентіївка.

## Цікаві факти
- У XIX столітті на річці існувало 3 ліві притоки: із них 2 струмки та 1 річка.

1. Струмок Крем'янка. Довжина приблизно 2,5 км. Бере початок на південно-західній стороні від Климентіївки (колишнє Стара Гута). Тече переважно на південний схід і на південно-західній околиці села Вірля впадає у річку Урлю.
2. Струмок Середній. Довжина приблизно 4 км. Бере початок на південно-західній околиці Климентіївки. Тече на південний схід і на північно-східній стороні від села Вірля впадає у річку Урлю.
3. Річка Льващенина. Довжина приблизно 4 км. Бере початок приблизно на північно-східній околиці Климентіївки. Тече переважно на північний схід і у пригирловій частині впадає у річку Урлю.
- У селі Вірля річку перетинає автошлях Т 0612.